# Polnische Badmintonmeisterschaft 1991
Die Polnische Badmintonmeisterschaft 1991 fand vom 22. bis zum 24. Februar 1991 in Suwałki statt. Es war die 27. Austragung der Titelkämpfe. 

## Medaillengewinner
| Disziplin    | Gold                                                                    | Silber                                                               | Bronze |
| ------------ | ----------------------------------------------------------------------- | -------------------------------------------------------------------- | --- |
| Herreneinzel | Jacek Hankiewicz (Polonez Warszawa)                                     | Adrian Bąk (Technik Głubczyce)                                       | Piotr Mazur (Technik Głubczyce) Dariusz Zięba (Motus Koszalin)                                                                                         |
| Dameneinzel  | Katarzyna Krasowska (Technik Głubczyce)                                 | Monika Lipińska (Wilga Garwolin)                                     | Beata Syta (Technik Głubczyce) Wioletta Wilk (Motus Koszalin)                                                                                          |
| Herrendoppel | Jerzy Dołhan (Technik Głubczyce) Jacek Hankiewicz (Polonez Warszawa)    | Jacek Prędki (Stal Płock) Paweł Wasilewski (Stal Płock)              | Jacek Jagodziński (AZS UW Warszawa) Damian Pławecki (AZS UW Warszawa) Andrzej Kołodyński (AZS AGH Kraków) Grzegorz Świerczyna(AZS AGH Kraków)          |
| Damendoppel  | Bożena Haracz (Technik Głubczyce) Bożena Siemieniec (Technik Głubczyce) | Małgorzata Krasowska (Technik Głubczyce) Beata Syta (Motus Koszalin) | Monika Lipińska (Wilga Garwolin) Sylwia Rutkiewicz (AZS UW Warszawa) Ewa Ochman (Marcovia Marki) Iwona Szymańska (Marcovia Marki)                      |
| Mixed        | Jerzy Dołhan (Technik Głubczyce) Bożena Haracz (Technik Głubczyce)      | Paweł Wasilewski (Stal Płock) Elżbieta Grzybek (Polonez Warszawa)    | Damian Pławecki (AZS UW Warszawa) Sylwia Rutkiewicz (AZS UW Warszawa) Jarosław Bąk (Budowlani Strzelce Opolskie) Bożena Siemieniec (Technik Głubczyce) |